# شریفلو (ملکان)
شریفلو یک روستا در ایران است که در دهستان لیلان جنوبی واقع شده‌است. شریفلو ۹۶۳ نفر جمعیت دارد.